# Prowincja Isabel
Prowincja Isabel – jedna z 9 prowincji na Wyspach Salomona. Znajduje się na wyspie Santa Isabel.

## Demografia
Liczba ludności w poszczególnych latach:
| 1970  | 1976   | 1986   | 1999   | 2009   | 2019   |
| ----- | ------ | ------ | ------ | ------ | ------ |
| 8 653 | 10 420 | 14 616 | 20 421 | 26 158 | 30 399 |